# Actris
Die Actris GmbH (vormals: Actris AG) mit Sitz in Mannheim befasst sich mit der Verwaltung und Verwertung von Immobilien. Sie ist die Dachgesellschaft eines Getränke- und Immobilienkonzerns. Im Zuge mehrerer Übernahmen entstand das Unternehmen 2000 durch Umfirmierung aus der ehemaligen Frankfurter Henninger Bräu AG.
Nach dem Konkurs des Henninger-Hauptaktionärs Gebr. März AG 1996 übernahm Dietmar Hopp 1999 eine Mehrheit an dem Unternehmen. 2010 hält sein Unternehmen Actris Beteiligungs GmbH & Co. KG in Walldorf 98,27 % des Grundkapitals der Actris AG. Auf der Hauptversammlung am 30. August 2010 wurde die Übertragung der Aktien der Minderheitsaktionäre gegen Gewährung einer angemessenen Barabfindung von 4,14 Euro gemäß § 327a AktG beschlossen. Am 7. Juni 2011 erfolgte der Umwandlungsbeschluss zur formwechselnden Umwandlung in eine Gesellschaft mit beschränkter Haftung unter der Firma „Actris GmbH“.

## Beteiligungen

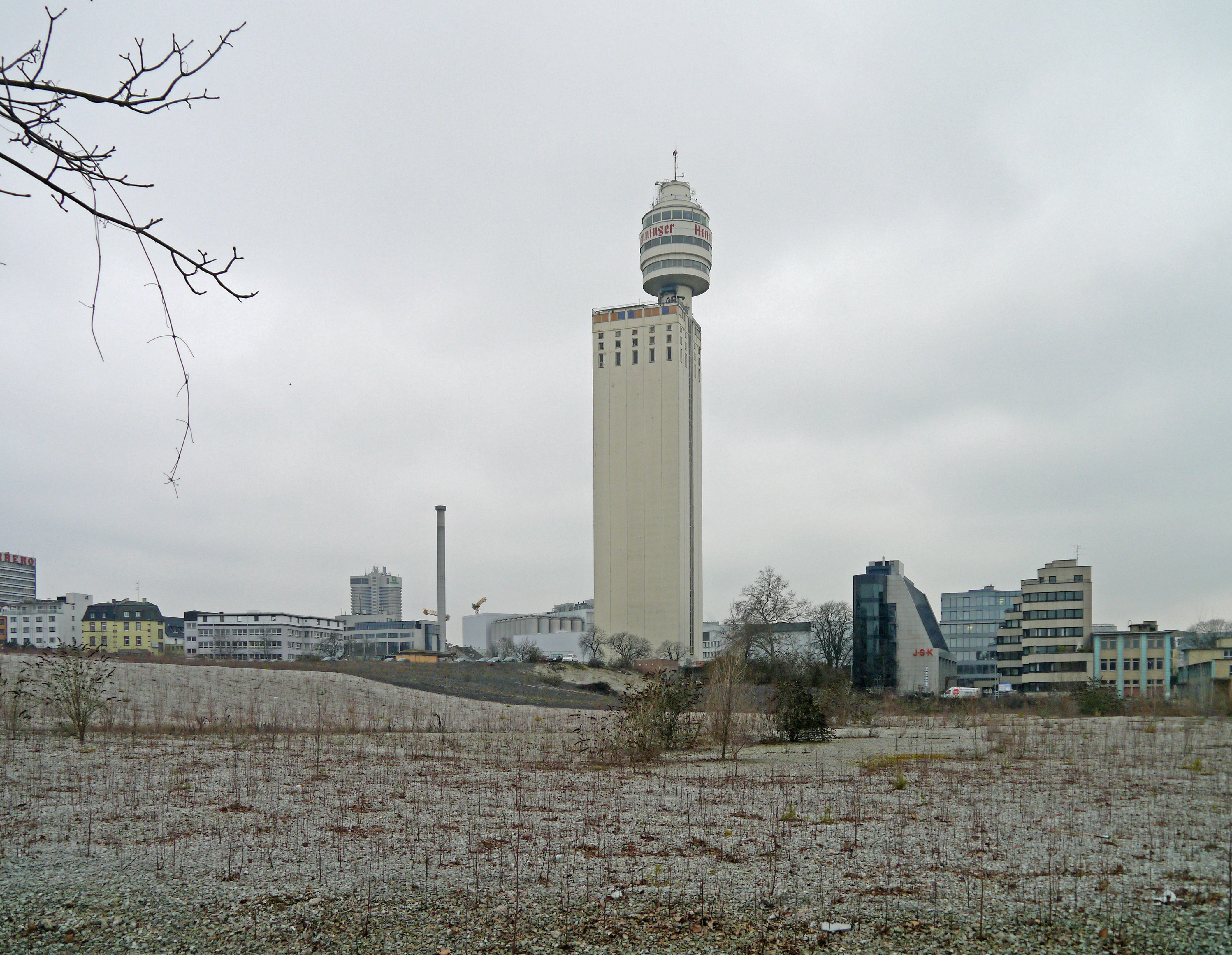
Ehemaliges Henninger-Gelände. 2013 in Frankfurt am Main

Nach der Schließung der Henninger-Brauerei in Frankfurt und dem Verkauf der Marke „Henninger“ an den zur Oetker-Gruppe gehörenden Frankfurter Lokalrivalen Binding gehörten zum Unternehmen nunmehr die Mannheimer Eichbaum-Brauereien und das Freiberger Brauhaus. Im Jahr 2000 wurde die Heppenheimer Unternehmensgruppe Strauch mit den Mineralquellen Odenwald-Quelle in Heppenheim und Oppacher Mineralquellen in Oppach übernommen. Im Jahr 2004 kam noch eine Mehrheitsbeteiligung an der Pirmasenser Brauerei Park & Bellheimer hinzu.

## Marktposition
Der entstandene regionale Getränkeverbund erlangte die Marktführerschaft vom Großraum Rhein-Neckar bis zum Saarland. Der kumulierte Getränkeabsatz lag bei 3,6 Mio. Hektoliter (2003), davon 1,3 Mio. Hektoliter alkoholfreie Getränke. Die Zahl der Mitarbeiter lag im Jahr 2004 (2003) bei 685 (682) zzgl. 45 (41) Auszubildende.

## Tarifpolitik
Zeitweise war das Unternehmen auf Arbeitnehmerseite in der Kritik, nachdem die meisten Unternehmensteile aus dem Flächentarifvertrag der Brauereien ausgeschieden waren. Zuletzt kam es im Januar 2005 bei Eichbaum zu einem mehrwöchigen Streik, der eine weitere Verschlechterung des bestehenden Haustarifs verhindert hat.

## Rückzug aus dem Getränkemarkt
Im Jahr 2006 beschloss das Unternehmen den vollständigen Rückzug aus dem Getränkemarkt und die Konzentration auf die Immobiliengeschäfte in Frankfurt. Das „Freiberger Brauhaus“ mit rund 200 Mitarbeitern und einem Absatz von etwa einer Million Hektoliter wurde an die zum Oetker-Konzern gehörende Radeberger Gruppe veräußert.
In Form eines Management-Buy-outs trennte man sich von der Oppacher Mineralquellen GmbH & Co. KG, welche vom ehemaligen Actris-Vorstand Eric Schäffer übernommen wurde. Auf dieselbe Weise trennte man sich 2010 von den Beteiligungen an den Eichbaum-Brauereien und der Odenwald-Quelle.
Die Brauerei Park & Bellheimer gewann ihre Eigenständigkeit durch die Übernahme der Aktienmehrheit durch Herrn Roald Pauli zurück.